# Batalla de Toretsk
La batalla de Toretsk fue enfrentamiento en la campaña oriental de la invasión rusa de Ucrania entre las Fuerzas Armadas de Rusia y las milicias de la República Popular de Donetsk contra la resistencia de las Fuerzas Armadas de Ucrania por el control de la ciudad de Toretsk y las ciudades satélite al este de Pivdenne, Zalizne, Druzhba, Pivnichne y Shumy, y el asentamiento al sur de Niu York, a partir del 18 de junio de 2024. El esfuerzo por controlar la ciudad es parte de un esfuerzo renovado para capturar partes del óblast de Donetsk aún bajo soberanía ucraniana y, según un portavoz militar ucraniano, un intento de flanquear la ciudad muy disputada de Chásiv Yar desde el sur.

## Batalla

### Primeros ataques y captura de Shumy (18 de junio - 1 de julio)
- 18 de junio de 2024: tienen lugar los primeros enfrentamientos ofensivos en dirección a Toretsk por parte de las Fuerzas Armadas rusas, cuando los asentamientos de Pivdenne, Pivnichne y Niu-York sufrieron los primeros ataques en los últimos meses.[2][3] Los funcionarios ucranianos informaron el mismo día de un "aumento repentino" de los ataques rusos en dirección a la ciudad principal. DeepStateMap.Live mostró ese día un avance ruso en dirección general a Druzhba y Pivnichne.[4]
- 19 de junio: los milbloggers rusos afirmaron por primera vez avances de las fuerzas rusas en dirección a Toretsk, incluido un avance hacia Pivnichne, aunque estas afirmaciones no fueron corroboradas por fuentes occidentales. Rusia continuó atacando los asentamientos que habían sido atacados el día anterior, y además las localidades de Zalizne, Druzhba y Shumy.[5]
- 20 de junio: las fuerzas rusas continuaron los ataques a las ciudades circundantes a Toretsk y fuentes rusas afirmaron un avance hasta el sur de Niu-York.
- 21 de junio: Nazar Voloshyn, portavoz de las Fuerzas Armadas de Ucrania, analizó  que la nueva ofensiva rusa era probablemente un intento de "desarrollar una ofensiva" sobre la disputada ciudad de Chasiv Yar desde el sur.[6] DeepStateMap.Live, una fuente ucraniana, informó el 21 de junio que las fuerzas rusas habían capturado Shumy, y los milbloggers rusos continuaron afirmando avances en Pivnichne.[7][8]
- 22 de junio: se confirman avances rusos en Pivdenne y Druzhba.[7][8]
- 23 de junio: un observador militar ucraniano confirmó las afirmaciones de avances rusos en Pivnichne, además de la toma de Shumy.[9]
- 24 de junio: las fuerzas rusas avanzaron cerca de Druzhba  y continuaron los ataques en Pivnichne, Pivdenne y Niu-York.[10]
- 26 de junio: fuentes rusas afirmaron  nuevos avances en Pivnichne y Druzhba, y un avance en dirección al sur de Niu-York.[11]
- 27 de junio: el Instituto para el Estudio de la Guerra (ISW) analizó que avanzar en Toretsk no era actualmente una gran prioridad para Rusia, ya que hasta el momento no habían comprometido muchas fuerzas para la operación, y evaluó que grandes avances rusos en el área serían necesarios. No es probable que llegue rápidamente. Fuentes rusas afirmaron que Rusia había llegado a las afueras de Zalizne y entró en Niu-York, aunque esta última afirmación no sería confirmada por fuentes no rusas hasta principios de julio.[12]
- 28 de junio: una fuente rusa afirmó que Toretsk estaba a 1,5 kilómetros de la línea del frente debido a los recientes avances rusos, pero esto fue refutado por el ISW que evaluó que las fuerzas rusas estaban a unos tres kilómetros de Toretsk.[13]
- 29 de junio: Rusia logró ligeros avances en Druzhba y fuentes rusas afirmaron avances cerca de Pivnichne, Pivdenne y Zalizne.[14]
- 30 de junio: el Ministerio de Defensa ruso afirmó  que sus fuerzas habían avanzado a través de Pivnichne realizando un ataque sorpresa contra posiciones ucranianas evitando tierra a través de un túnel subterráneo. Un observador militar ucraniano afirmó que el avance ruso en dirección a Toretsk fue de 2,6 kilómetros, y señaló que los avances rusos en Pivdenne habían encontrado "poca resistencia".[15]

### Entrada a Niu-York y nuevos avances (2 de julio - 21 de agosto)
- 2 de julio: DeepStateMap.Live mostró que las fuerzas rusas avanzaron unos cuatro kilómetros hacia Niu York, el primer avance confirmado cerca del asentamiento, y en el proceso ocuparon partes de la aldea de Yurivka.[16] Una fuente rusa y ucraniana informaron de avances similares.
- 3 de julio: las fuerzas rusas avanzaron significativamente en dirección a Toretsk desde el este, alcanzando y disputando el este de Pivnichne y Druzhba.[17]
- 5 de julio: la propia Toretsk estuvo bajo presión rusa por primera vez  a través de avances rusos adicionales en Pivnichne y Druzhba, pero no fue disputada y las fuerzas rusas no entraron en ella.[18]
- 12 de julio: las fuerzas rusas habían avanzado más en Niu-York y estaban disputando la parte central del asentamiento. Un portavoz ucraniano afirmó que Rusia había disminuido la prioridad de la batalla de Chasiv Yar y que se estaban haciendo más esfuerzos para avanzar hacia Toretsk. Rusia continuó intentando avanzar hacia Toretsk desde Niu York en el sur y desde el conjunto de aldeas en el este.[19]
- 13 de julio: el ISW informó que las fuerzas rusas habían llegado al centro de Zalizne , y fuentes rusas afirmaron que se habían producido nuevos avances cerca de Pivnichne.[20]
- 17 de julio: las fuerzas ucranianas recuperaron el territorio al sureste de Niu-York a lo largo de un cortavientos. El mismo día, fuentes rusas afirmaron que se habían producido nuevos avances en el sur de Niu-York.[21]
- 18 de julio: fuentes rusas afirmaronconfirmaron que se habían realizado avances rusos en la parte oriental de Niu-York. Fuentes rusas afirmaron también avances en Druzhba, Pivnichne y Zalizne.[22]
- 19 de julio: Rusia confirmó nuevos avances en el este de Druzhba, particularmente a lo largo de la calle Petra Velykoho y Pivnichne. Fuentes rusas también afirmaron avances en Zalizne y el suroeste de Niu York.[23]
- 23 al 29 de julio: los combates continuaron en Druzhba, Niu-York, Pivdenne, Pivnichne y Zalizne, y las fuerzas rusas hicieron avances marginales al este de Toretsk y en Niu-York.[24][25]
- 29 de julio: las fuerzas rusas habían capturado la parte oriental de Zalizne.[26]
- 30 de julio: el Ministerio de Defensa ruso afirmó que sus fuerzas habían tomado la totalidad de Pivdenne,[27] a 6 kilómetros (3,7 millas) de Toretsk. Fuentes rusas también afirmaron que se estaban produciendo combates dentro del propio Toretsk, aunque esto no fue confirmado por fuentes no rusas.[28][29] Las fuerzas rusas siguieron bombardeando y atacando Toretsk, en parte con bombas planeadoras guiadas.[30][31]
- 5 de agosto: las fuerzas rusas siguieron haciendo avances marginales en los asentamientos que rodean Toretsk a principios de agosto. Las fuerzas rusas señalaron que se habían apoderado de la mayor parte del noroeste de Niu-York,[32][33]
- 6 de agosto: algunas fuentes afirmaron que las fuerzas ucranianas recuperaron este territorio.[34] Fuentes rusas también afirmaron que Rusia había tomado la totalidad de Niu-York,[35] pero esto no fue confirmado por fuentes no rusas.[32] Las fuerzas rusas también avanzaron al oeste de Niu-York y en el suroeste de Zalizne a principios de agosto.[36][37]
- 11 de agosto: las fuerzas rusas capturaron las últimas partes de la línea de defensa que databan de la guerra en el Donbás, y con ellas el último territorio en poder de Ucrania adyacente al territorio en el Donbás en poder de los representantes rusos antes de la invasión rusa a gran escala de Ucrania; este territorio estaba al este de Niu-York, y permitió a sus fuerzas expandir su control al 65% de la ciudad. El mismo día, DeepStateMap.Live mostró que Rusia había capturado las últimas partes de Pivdenne en el proceso de capturar la línea de defensa de 2014, y había avanzado hasta las afueras orientales de Toretsk en Pivnichne.[38][39]
- 18 de agosto: DeepStateMap.Live mostró que Rusia había avanzado hasta ocupar casi todo Niu-York, y había avanzado hacia el norte hasta el pueblo de Nelipivka.[40]  Fuentes rusas afirmaron además una captura completa de Niu-York, la toma de un montón de desechos en Zalizne y un avance hacia el este de Toretsk.[41]

### Inicio de los combates en Toretsk (22 de agosto - 28 de febrero)
- 22 de agosto: las fuerzas rusas habrían realizado su primer avance en Toretsk, avanzando desde Pivnichne hacia la parte oriental de la ciudad. [42]
- 23 de agosto: las fuerzas rusas, en otro eje que avanzaban desde Zalizne, lograron establecerse en el sur de Toretsk.[43] Fuentes rusas afirmaron que el avance ruso dentro de Toretsk se produjo a lo largo de un frente de una profundidad de 800 metros y una anchura de 750 metros.[43] Rusia continuó logrando ganancias marginales en el este de Toretsk a fines de agosto, mientras realizaba avances continuos en Pivnichne occidental en el área al este de Toretsk.[44][45]
- 6 de septiembre: la situación en Niu-York había mejorado para Ucrania después de que la Brigada Azov lograra socorrer a las tropas ucranianas rodeadas y recuperar parte de Niu-York.[46] Sin embargo, las tropas rusas continuaron avanzando dentro de la ciudad y lograron capturarla por completo a fines de septiembre.[47]
- 20 de septiembre: las fuerzas rusas avanzaron hasta el centro de Toretsk.
- 21 de septiembre: se realizaron avances hacia el norte desde Niu-York hacia el centro de Leonidivka, al suroeste de Toretsk.[48] Los combates continuaron hasta finales de septiembre y principios de octubre, con las fuerzas rusas avanzando gradualmente dentro de Toretsk.
- 8 de octubre: se realizaron nuevos avances en el sur de Toretsk, a lo largo de las calles Peremohy y Konstytutsyi, y en el este de Toretsk.[49]
- 11 de octubre: las fuerzas rusas se habían apoderado de aproximadamente la mitad de Toretsk, según lo declarado por el jefe administrativo de la ciudad, y estaban tratando de "capturar rápidamente" la ciudad. Según los informes, alrededor de 1.150 personas permanecieron en Toretsk. Un portavoz ucraniano negó que las fuerzas rusas controlaran más de la mitad de la ciudad.[50]
- 15 de octubre: las imágenes geolocalizadas podrían confirmar el control ruso sobre el 42% de la ciudad. Se confirmó que las fuerzas rusas habían tomado el control total de Nelipivka, avanzaron hacia el asentamiento de Shcherbynivka desde el oeste de Niu-York avanzaron al noreste de Nelipivka. Las fuerzas rusas también ganaron terreno el este de Toretsk.
- 31 de octubre: el control ruso sobre el distrito de Zabalka (sur de Toretsk) se perdió por los contraataques ucranianos. El presidente Vladímir Putin dijo días después que Rusia ejercía control sobre dos tercios de la ciudad.
- 1 de noviembre: un oficial de batallón ucraniano en el área de Toretsk dijo que la cantidad de ataques rusos había disminuido, y lo atribuyó a las pérdidas de descanso y reabastecimiento de combustible de las fuerzas rusas.  Rusia afirmó el mismo día haber capturado Leonidivka.  Las imágenes de principios de noviembre indicaban que Druzhba había quedado bajo control ruso, mientras que un portavoz ucraniano dijo el mismo día que el ritmo de los ataques rusos había vuelto a aumentar.  Un bloguero ruso dijo que los soldados rusos en el área de Toretsk, que según una fuente ucraniana ascienden a 21.000, se habían visto obstaculizados en su capacidad para avanzar por las condiciones climáticas.
- 10 al 11 de noviembre: las imágenes confirmaron nuevos avances rusos en el este y el centro de Toretsk, mientras que el sur de Toretsk fue ingresando nuevamente. Las fuerzas rusas continuaron avanzando en las partes   de la ciudad a mediados de noviembre.  Un bloguero ruso afirmó que Krymske había sido capturado por las fuerzas rusas.
- 13 de noviembre: las imágenes mostraban que las fuerzas rusas habían entrado en el norte de Toretsk.
- 22 de noviembre: una fuente rusa informó que soldados ucranianos y rusos ocuparían simultáneamente los mismos edificios en Toretsk, lo que hizo que no estuviera clara la línea exacta del frente en la ciudad.
- 24 de noviembre: fuentes rusas dijeron  que el tercio oriental del distrito de Zabalaka estaba definitivamente controlado por las fuerzas rusas, y que el resto estaba en disputa.
- 30 de noviembre: según los informes, más personal ruso fue transferido a la zona de Toretsk para ayudar en nuevos esfuerzos ofensivos.  Las fuerzas rusas hicieron nuevos avances en el distrito de Zabalka a mediados y finales de noviembre, y a principios de diciembre avanzaron en el sur de Toretsk hasta la mina de Tsentralna y sus montones de desechos. Según un bloguero ruso, las fuerzas rusas estaban tratando de maniobrar entre los dos montones de minas. Dijo además que la situación sumamente dinámica en el distrito de Zabalka, en el sur de Toretsk, significaba que la línea de control en la zona era ambigua, incluso para los que estaban en la línea del frente.
- 4 y 5 de diciembre: fuentes rusas dijeron que se había capturado casi todo el distrito de Zabalka, que se habían logrado avances al norte del estadio de Avanhard y que se había incautado la mina de Tsentralna. Las imágenes geolocalizadas confirmaron los avances rusos en el centro de Toretsk, al noroeste hasta la calle Svitla, en los montones de residuos de la mina de Tsentralna en las partes meridionales del distrito de Zabalka.
- 6 de diciembre: las fuerzas rusas realizaron nuevos avances confirmados visualmente en el centro y suroeste de Toretsk.
- 9 y 10 de diciembre: nuevos avances rusos a lo largo de la calle Frunze en el centro de Toretsk y dentro de Shcherbynivka. Un oficial de batallón ucraniano informó de que pequeños grupos de asalto de infantería rusa estaban utilizando drones de fibra óptica para combatir los esfuerzos de guerra electrónica ucranianos.
- 31 de diciembre: las fuerzas rusas avanzaron a lo largo de la calle Tsentralna en Shcherbynivka, en lo que se informó fue un asalto mecanizado. Rusia había capturado la mayor parte de la ciudad.
- 6 de enero: las imágenes publicadas mostraban que las fuerzas rusas habían avanzado hasta la frontera administrativa noroccidental de Toretsk.
- 7 de enero: las imágenes geolocalizadas podrían confirmar el control ruso sobre el 71% de Toretsk, y una fuente rusa ofrece una estimación más alta del 90% del control ruso. Según un bloguero ruso, los avances recientes en la ciudad se habían logrado empujando en múltiples direcciones simultáneamente en lugar de una. Un portavoz de la brigada ucraniana dijo que el tamaño de los grupos de ataque rusos en Toretsk se había cuadruplicado.
- 8 de enero: una fuente rusa dijo que las fuerzas ucranianas habían sido casi obligadas a retroceder a las afueras de la ciudad.
- 10 de enero: las fuerzas rusas avanzaron desde Shcherbynivka hasta el asentamiento de Petrivka. Las fuerzas rusas lograron nuevos avances en las afueras noroccidentales de Toretsk.
- 15 de enero: las fuerzas rusas controlan la zona urbana de Toretsk, con combates en curso alrededor de la ciudad y sus alrededores del norte. Las fuerzas ucranianas admitieron indirectamente la pérdida de la ciudad a finales de enero.
- 28 de enero: en un informe situacional el comandante, experto militar e historiador Markus Reisner declaró que la ciudad estaba ocupada de facto por las fuerzas rusas.
- 1 de febrero: Reisner especificó que las fuerzas rusas tienen el control de más del 95% de la ciudad, y que los combates solo continúan en las afueras.
- 7 de febrero: las fuerzas rusas afirmaron haber capturado el resto de la ciudad, mientras que Ucrania lo negó. Según DeepStateMap.Live, las fuerzas rusas tienen un control firme sobre el centro de la ciudad, con combates en curso en las afueras.

### Contraataque ucraniano (1 de marzo - actualidad)
- 1 de marzo: las fuerzas ucranianas lanzaron un importante contraataque, que dejó a las fuerzas rusas en el norte de Toretsk en peligro de ser cercadas. Antes de esto, Rusia había controlado todo Toretsk, excepto la periferia norte.

## Bajas

### Bajas militares
El 15 de julio, Nazar Voloshyn, portavoz del grupo Khortytsia del ejército ucraniano, afirmó que las bajas rusas durante la semana anterior en el "sector Toretsk" ascendieron a 635 efectivos muertos, 855 heridos y 12 prisioneros de guerra. En la mañana del 16 de julio, Voloshyn afirmó que Rusia había perdido 224 efectivos más: 72 muertos, 147 heridos y cinco prisioneros de guerra. Se informó que el 425.º Batallón ucraniano capturó a 16 soldados rusos en algún momento de agosto.
El 25 de noviembre, la mayor Anastasia Bobovnikova, portavoz del OT de Luhansk, Ucrania, afirmó que Rusia estaba perdiendo 100 soldados al día en Toretsk, o el 5% de sus pérdidas en el frente.  El 2 de diciembre, Bobovnikova afirmó además que las fuerzas rusas habían sufrido 500 bajas, "el equivalente a un batallón mecanizado de personal", durante una semana de asaltos en Toretsk.
El 13 de diciembre, la 4.ª Unidad Separada de la Guardia Nacional de Ucrania afirmó haber demolido un edificio ocupado por soldados rusos en Toretsk, "eliminando" a 114 de ellos. 
El 15 de enero de 2025, la 12.ª Brigada Azov afirmó haber capturado a 23 rusos que se rindieron voluntariamente en Toretsk. 

### Bajas civiles
El 31 de julio de 2024, Vasyl Chynchyk, jefe de la administración militar de la ciudad de Toretsk, afirmó que 184 residentes habían muerto y 559 heridos en la "comunidad territorial de la ciudad de Toretsk" desde el inicio de la invasión, aunque no especificó cuántos se habían perdido desde que los rusos habían atacado directamente la ciudad. También dijo que el 70% de Toretsk había sido destruido hasta el momento.

## Análisis
El Instituto para el Estudio de la Guerra ha analizado y predicho repetidamente que las fuerzas rusas no podrán lograr avances sustanciales en la dirección de Toretsk, tanto por la falta de fuerzas comprometidas con la ofensiva como por la amplia área de responsabilidad del Distrito Militar Central, que se extiende desde las maniobras ofensivas al suroeste de Donetsk hasta Toretsk, lo que según afirman causa una falta de ganancias ofensivas rápidas en cualquiera de las áreas cubiertas.
Dmytro Snehiryov, un analista militar, dijo que una captura rusa de Toretsk sería de valor estratégico ya que la ciudad es un "importante centro logístico" y se encuentra en una posición elevada, y que con la ofensiva Rusia sigue intentando extender la concentración de fuerzas ucranianas para hacer más avances. El portavoz ucraniano Nazar Voloshyn ha dicho que una victoria rusa en Toretsk permitirá más ataques al sur de Chasiv Yar y un avance para flanquearlo desde el sur.